# Гатьер
Гатье́р (фр. Gattières) — коммуна на юго-востоке Франции в регионе Прованс — Альпы — Лазурный берег, департамент Приморские Альпы, округ Грас, кантон Ницца-3. До марта 2015 года коммуна административно входила в состав упразднённого кантона Карро (округ Грас).
Площадь коммуны — 10,03 км², население — 4018 человек (2006) с выраженной тенденцией к росту: 4103 человека (2012), плотность населения — 409,1 чел/км².

## Население
Население коммуны в 2011 году составляло — 4036 человек, а в 2012 году — 4103 человека.
| 1962 | 1968 | 1975 | 1982 | 1990 | 1999 | 2006 | 2011 | 2012 |
| ---- | ---- | ---- | ---- | ---- | ---- | ---- | ---- | ---- |
| 851  | 1005 | 1380 | 2051 | 2997 | 3583 | 4018 | 4036 | 4103 |

Динамика численности населения:

## Экономика
В 2010 году из 2608 человек трудоспособного возраста (от 15 до 64 лет) 1884 были экономически активными, 724 — неактивными (показатель активности 72,2 %, в 1999 году — 70,5 %). Из 1884 активных трудоспособных жителей работали 1757 человек (894 мужчины и 863 женщины), 127 числились безработными (59 мужчин и 68 женщин). Среди 724 трудоспособных неактивных граждан 256 были учениками либо студентами, 266 — пенсионерами, а ещё 202 — были неактивны в силу других причин.
На протяжении 2010 года в коммуне числилось 1571 облагаемое налогом домохозяйство, в котором проживало 4013,5 человек. При этом медиана доходов составила 23 тысячи 250 евро на одного налогоплательщика.